# Davis County, Utah
Davis County är ett administrativt område i delstaten Utah i USA, med 306 479 invånare. Davis är det till ytan minsta countyt i Utah.  Den administrativa huvudorten (county seat) är Farmington och största staden är Layton.
Davis County grundades 1850 och infrastrukturen började byggas ut på 1870-talet i samband med grundandet av Utah Central Rail Road. Befolkningen var dock låg fram till 1940-talet. Befolkningen började öka efter att Hill Air Force Base i countyts norra del grundades och år 2000 hade befolkningen ökat till 239 000. Hill Air Force Base är countyts största arbetsgivare och sysselsätter nära 23 000 personer. Många av invånarna pendlar till arbetsplatser utanför Davis County. 
I Farmington ligger Lagoon Amusement Park som är en familjeägd nöjespark.

## Geografi
Enligt United States Census Bureau har countyt en total area på 1 641 km². 789 km² av den arean är land och 853 km² är vatten.

### Angränsande countyn
- Salt Lake County - syd
- Morgan County - öst
- Weber County - nord
- Box Elder County - nordväst
- Tooele County - väst

### Städer
- Bountiful
- Centerville
- Clearfield
- Clinton
- Farmington
- Fruit Heights
- Kaysville
- Layton
- North Salt Lake
- South Weber
- Sunset
- Syracuse
- West Bountiful
- West Point
- Woods Cross